# Rhipidomys leucodactylus
Rhipidomys leucodactylus is een zoogdier uit de familie van de Cricetidae. De wetenschappelijke naam van de soort werd voor het eerst geldig gepubliceerd door Tschudi in 1844.